# Pantelis Sabaliotis

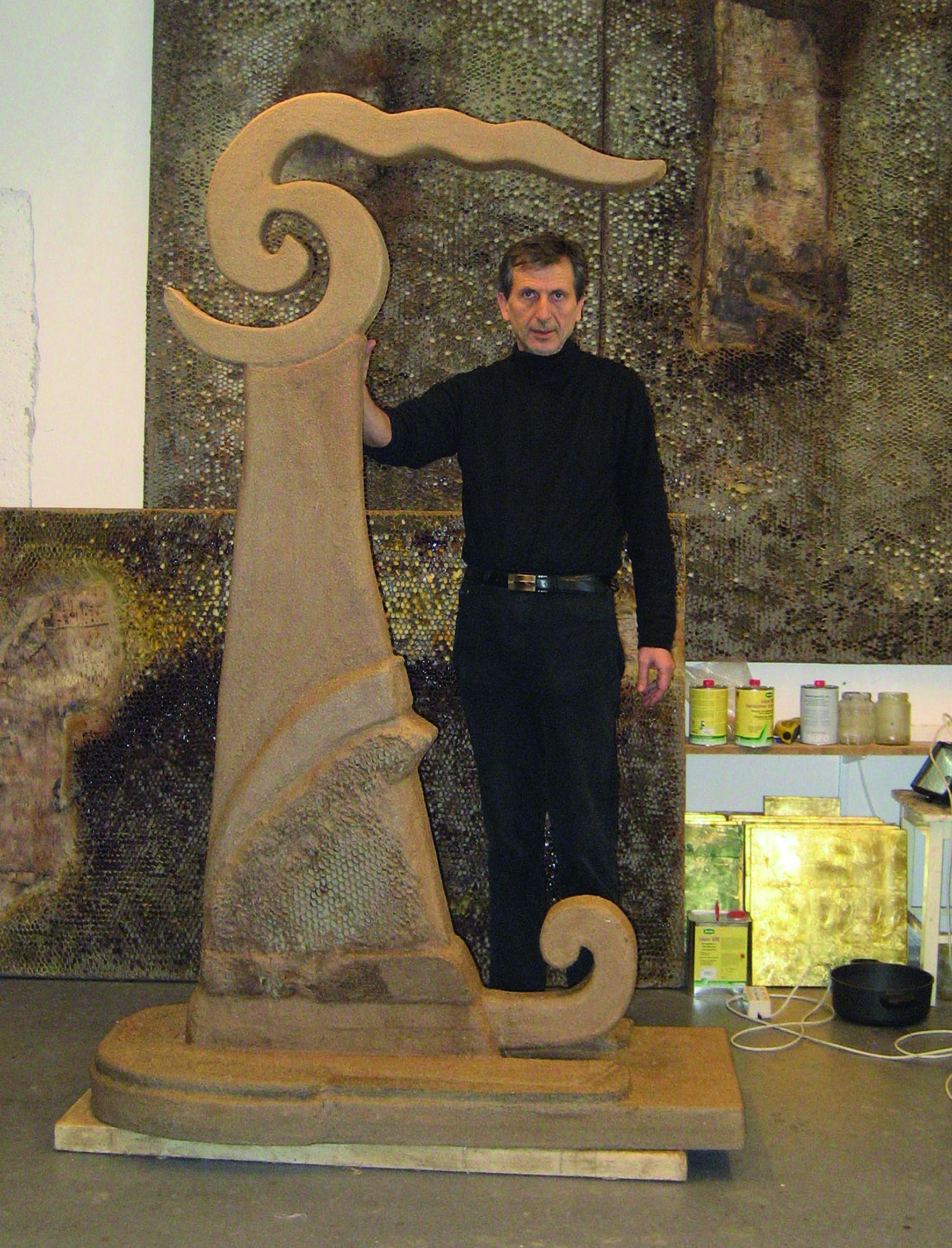
Pantelis Sabaliotis mit Arbeiten in seinem Atelier

Pantelis Sabaliotis (Παντελής Σαμπαλιώτης; Schreibweise auch Siabaliotis oder Siampaliotis, * 10. April 1955 in Agiopigi, Karditsa, Thessalien; † 28. Oktober 2011 in Berlin, Deutschland) war ein griechischer Künstler, Maler, Bildhauer und Kurator.
Standen am Anfang seiner künstlerischen Entwicklung vor allem mythologische Themen und kleinere Formate auf Leinwand oder Papier vorrangig in Pastell, wandte er sich seit der Mitte seiner Laufbahn verstärkt abstrakten Skulpturen und Objektbildern zu. Die letzten Schaffensjahre sind von  großformatigen Arbeiten geprägt, wobei er häufig Blattgold und Wachs verarbeitete, meist in Form von schon seit der Antike genutzten Techniken wie der Enkaustik. In seiner Kunst vereint sich griechische Mythologie und Philosophie mit dem Zeitgeist von heute.

## Leben

### Kindheit und Ausbildung
Pantelis Sabaliotis wurde 1955 in einem kleinen griechischen Dorf in der thessalischen Ebene geboren. Seine Eltern waren Bauern. Mit 14 Jahren verließ er die Schule; von 1969 bis 1971 machte er eine Ausbildung in byzantinischer Freskenmalerei. Er arbeitete in mehreren griechisch-orthodoxen Kirchen. Als größere Aufträge wegen seiner sehr eigenwilligen Heiligen-Interpretationen ausblieben, machte er sich mit 16 Jahren auf den Weg nach Athen, um bei den damals noch handgemalten Gigant-Kinoplakaten Geld zu verdienen. Abendmahl der Bauern hieß seine allererste Ausstellung, die er 1971 noch kurz vor der Abreise nach Athen in Karditsa zeigte. In Verbindung mit einem eigenen Theaterstück und dem Experimentellen Workshop für Kunst sollten Lesungen von durch die Militärjunta verbotenen Büchern für eine freie Bildungspolitik demonstrieren.
1972 war er in Athen einer der Mitbegründer der Galerie Diamartiria (Protest) – gemeinsam mit anderen jungen Malern, Lyrikern und Verlegern verwirklichte man u. a. eine Lyrikreihe mit Gedichten aus dem Widerstand.

### Künstlerische Entwicklung
Im Anschluss an den Militärdienst und den Fall der Obristen gründete Pantelis Sabaliotis 1977 in Sofades, Karditsa, eine der ersten privaten Kunstschulen, die „Schule für experimentelle Malerei“. Von der realistischen Malerei – die vor allem das dörfliche Leben widerspiegelte – fand Sabaliotis über den Surrealismus schnell zu seinem sehr eigenen persönlichen Stil. Häufige Motive wie Frauen, Boote, Pferde, Vögel und antike Monumente auf seinen Pastellbildern mit oft mythologischem Inhalt (Reihen wie Karyatiden oder Frauen von Troja) aus den 70er/80er Jahren verdichteten sich mit der Zeit in zunehmend körperlosen Formen. In Cordes-sur-Ciel, einer mittelalterlichen Künstlerstadt in Südfrankreich, entstanden von 1978 bis 1982 einige seiner ersten wichtigen abstrakten Werke.
Ab 1989 lebte der Künstler wieder vorrangig in Griechenland: von 1989 bis 1993 auf der Künstlerinsel Hydra vor der Peloponnes, wo er mit Naturmaterialien zu experimentieren und erste Objekte zu entwickeln begann; nach Hydra folgten einige Jahre in Athen.

### Arbeiten und Leben in Berlin
1997 zog der Künstler nach Berlin. 2000–2010 arbeitete er als Dozent für Jugend im Museum im Kulturforum am Potsdamer Platz und im Pergamonmuseum. Darüber hinaus engagierte er sich für Kunstprojekte in Schulen.
Ab März 2009 arbeitete er für das Bezirksamt Mitte von Berlin als Kurator der neu eröffneten Kommunalen Galerie Wedding „Kunst & Interkultur“ im alten Rathaus in der Müllerstraße, deren Profil und Konzept er maßgeblich prägte. Seine Heimat vergaß er darüber nicht. 2000 entwarf er das Logo für die griechische Air Ambulance, 2004 das Logo zum Wettbewerb des Schriftstellers Antonis Samarakis, dem  er bis zu dessen Tod freundschaftlich verbunden war.

### Erkrankung und Tod
Im Sommer 2010 erkrankte Pantelis Sabaliotis an Lungenkrebs und verstarb am 28. Oktober 2011.

## Geflügelter Radfahrer (Ouranios Podilatis)
Die Familie des Künstlers machte nach seinem Tod den geflügelten Radfahrer, den er 2005 entworfen hat, zum Zeichen der Werkstatt. Da der Künstler einen Großteil seiner Arbeiten nicht signiert hat, dient der Stempel der Verifizierung. Der Nachlass von Sabaliotis umfasst weit über 1 500 Arbeiten, von Miniaturen auf Papier bis hin zu großen Leinwandarbeitenund Assemblagen, von Objektkunst bis zu Skulpturen und Rauminstallationen. Darüber hinaus gibt es Zeichnungen, Druckgraphik und zahlreiche Ideogramme in Form von Papier- und Materialschablonen.
Der geflügelte Radfahrer (Ouranios Podilatis) ist nicht nur Werkstattzeichen, sondern wird im Winter 2018 auch erstmals an Ein- und Ausfahrten der Heimatstadt des Künstlers, Karditsa, in Form einer nachts leuchtenden Großplastik installiert. Im Mai 2020 wird die Stadt Karditsa im Rahmen des EU-Wettbewerbs Mobility Week mit dem 1. Preis als fahrradfreundlichste Stadt Europas in der Kategorie Kleine Gemeinden ausgezeichnet (s. Weblinks). Im August 2020 beschließt die Stadtverwaltung, den Radfahrer offiziell zum neuen Wahrzeichen der Stadt zu machen.

## Auszeichnungen
1986 wurde er von der Gemeinde Karditsa mit der Dimitra ausgezeichnet, 2004 durch die Gemeinde Plastiras/Thessalien für besondere Verdienste in Kunst- und Kultur.

## Ausstellungen

### Einzelausstellungen (Auswahl)
- 1981: Poetisches Erwachen, Chateau du Bosc (Musée d'Enfance de Toulouse Lautrec), Aveyron, FR
- 2001: Diachrona, Pinakothek Karditsa, GR
- 2004: Liturgie, Historisches Archiv-Museum, Hydra, GR
- 2006: Metaplaseis, Maison Fonpeyrouge, Cordes-sur-Ciel, FR
- 2008: Metaplaseis, Galerie im Körnerpark, Berlin
- 2009: Kypseles, Galerie Wedding, Berlin[1][2]
- 2014: Retrospektive, Théâtre d’Esch, Esch-sur-Alzette, Luxemburg

### Gruppenausstellungen (Auswahl)
- 1981: Frauen von Troja, Galerie au Roi Soleil, Arbeiten von Pantelis Sabaliotis und Salvador Dalí
- 1991: European Lifestyle, Tokio
- 2000: Museum Byzantinischer Kunst, Ioannina, GR; Allegorien der Materie, Willy-Brandt-Haus, Berlin
- 2001: Künstler Griechenlands, Griechisches Kulturministerium, Technopolis, Gazi, Athen
- 2013: Unter der Haut. Enkaustik in der zeitgenössischen Kunst, Galerie Wedding, Berlin[3]

### Workshops (Auswahl)
- 2002: Lange Nacht der Museen, Kulturforum Berlin
- 2003: Performance Alles Fließt, Kulturnacht, Winckelmann-Haus, Stendal; Literarisches Kulturfestival, Podewil, Berlin; Märchentage, Kulturforum Berlin
- Mai 2005: Innen-Außen, Zehntägiger Workshop der Stadt Karditsa mit großer Abschlussveranstaltung, alle Altersgruppen, Alte Agora

### Arbeiten in öffentlichen Sammlungen
- Pinakothek Karditsa, GR;
- Historisches Archiv-Museum Hydra, GR;
- Maison Fonpeyrouse, Cordes-sur-Ciel, FR

## Belege
1. ↑  Berliner Woche Wedding, 11, 11. März 2009, S. 2, Bienenwachs im Bürgerbüro. Im Rathaus Wedding hat die neue Galerie Wedding eröffnet (Ausstellung Kypseles)
2. ↑  Der Nordberliner, Mitte, 12. März 2009, S. 7
3. ↑  Berliner Woche: Galerie Wedding beherbergt Kunstwerke aus Wachs. Abgerufen am 21. März 2015.

| Personendaten    | Personendaten                                       |
| ---------------- | --------------------------------------------------- |
| NAME             | Sabaliotis, Pantelis                                |
| KURZBESCHREIBUNG | griechischer Künstler, Maler, Bildhauer und Kurator |
| GEBURTSDATUM     | 10. April 1955                                      |
| GEBURTSORT       | Agiopigi, Karditsa, Thessalien                      |
| STERBEDATUM      | 28. Oktober 2011                                    |
| STERBEORT        | Berlin, Deutschland                                 |